# Charmodia lysizona
Charmodia lysizona là một loài bướm đêm trong họ Noctuidae.